# Повернення Ольмеса
«Повернення Ольмеса» — радянський художній фільм 1984 року, знятий режисером Іраклієм Квірікадзе на кіностудії «Казахфільм».

## Сюжет
Телефільм. Троє братів чекали на повернення з війни свого батька Ольмеса. У їхній уяві він був батиром, таким же силачем, як колишній цирковий артист Ануар, який оселився в аулі. Хлопці не знали, що Ануар опустився, пиячив і крав колгоспних овець. Коли ж повернувся батько, дітей спіткало розчарування: зовні він зовсім не був схожий на батира. Однак під час національної гри кокпар Ольмес здолав Ануара, котрий намагався перемогти нечесним шляхом.

## У ролях
- Усен Кудайбергенов — Ольмес
- Касим Жакібаєв — дід Садабек
- Балтибай Сейтмамутов — Ануар
- Кимбат Тлеуова — Зоя Дулатівна
- Талгат Токтарбаєв — Талгат
- Берік Касимбаєв — Канибек
- Аман Аубакіров — Бауржан
- Гульнізат Омарова — Турсунай
- Танат Жайлібеков — Діас Хусаїнович
- Олександр Пашков — фотограф
- Бібіза Куланбаєва — Сулема
- Гульзія Бельбаєва — жінка в аулі
- М. Молдасанов — епізод
- Нуржуман Іхтимбаєв — епізод
- Ментай Утепбергенов — епізод
- Нурлибай Єсімгалієв — епізод
- Калампир Айсангалієва — епізод
- Н. Жорабеков — епізод
- В. Пахомова — епізод
- Ірина Плиско — епізод
- Н. Фурманова — епізод
- Ергенбай Абуєв — епізод
- Зауреш Абуталієва — епізод
- Р. Муратов — епізод
- Леонід Філатов — голос за кадром

## Знімальна група
- Режисери — Іраклій Квірікадзе, Малік Якшимбетов
- Сценарист — Іраклій Квірікадзе
- Оператор — Георгій Гідт
- Художник — Віктор Тихоненко